# 花火師
花火師（英語：BUCK-TICK）是日本的搖滾樂團，成立於1985年的群馬縣藤岡市，由櫻井敦司（主唱）、今井壽（吉他手）、星野英彥（吉他手）、樋口豊（貝斯手）、樋口隆（鼓手）所組成。多數評論家認為是早期視覺系樂團具代表性的先驅之一。自1985年以來團員組成皆未異動，至2020年9月共發行22張錄音專輯，多數作品獲得日本公信榜專輯榜前10名的成績。

## 樂團歷史
BUCK-TICK最初成立于1983年，所有團員皆居住於群馬縣藤岡市，今井商店的老闆之子高中生今井寿，因為想要成為歌德樂團「Bauhaus」的吉他手Daniel Ash一樣帥氣的搖滾明星，開始招募自己朋友，一開始找了樋口豊，而樋口則找星野英彥加入，因為星野長得高和英俊，樋口試著說服過他成為歌手，但星野對彈吉他更有興趣，並沒有想在聚光燈下而推辭，所以主唱是今井寿的小學同學Araki，而當時與今井寿同班一年卻沒什麼交談的櫻井敦司則自告奮勇要成為鼓手，當時BUCK-TICK的前身樂團「非難Go-Go」正式成立。
今井高中畢業的时候，他與Araki搬到東京就讀設計學校，而樋口與星野畢業一年後搬到東京念書，然後在週末時會一起回家團練，在1984年的夏天，樂隊則改名為「BUCK-TICK」，改寫自「bakuchiku」，在日語是「鞭炮」的意思，今井和星野也開始寫作原創歌曲，櫻井敦司的父母不讓他到東京，所以他是唯一獨自留在群馬縣的團員，當時的他為此非常沮喪，他花了幾乎所有時間去聽音樂會，觀看電視直播，最後他決定，自己不適合成為鼓手，而想成為一個歌手。
樋口豊的哥哥樋口隆當時也在另外一個樂團，團名為「SP」，SP剛好失去了的主唱，櫻井就此去問可否替換成他們的主唱，隆委婉拒絕他的請求，SP樂團解散。在那同時，BUCK-TICK其他團員開始對Araki感到沮喪，由於今井的創作技巧越來越提升，Araki無法將歌曲的旋律詮釋出來，縱使這是個痛苦的選擇，他們還是決定讓Araki離開，而後櫻井則說服其他人讓他取代Araki的位置成為主唱，但樂團這時候變成了缺一位鼓手，不過這個破洞在樋口豊說服樋口隆後很快被補上，他認為隆能夠彌補上一個樂團的失敗就是加入他們，變成了樂團最終的成員，直到現在也沒替換過。
2023年10月19日，BUCK-TICK慶祝出道滿35週年，在故鄉群馬音樂中心舉辦「KT Zepp Yokohama」演唱會，櫻井敦司在演唱會中因身體不適送醫治療，當晚11時09分因腦幹出血病逝。

## 團員介紹
自1985年以來，BUCK-TICK的團員從未變動，成員如下：
- 櫻井敦司（さくらい あつし，Atsushi Sakurai，1966年3月7日－2023年10月19日[3][4][5]）：主唱、作詞，生於群馬縣藤岡市。
- 今井寿（いまい ひさし，Hisashi Imai，1965年10月21日－）：吉他手、作詞、和聲，生於群馬縣藤岡市。
- 星野英彥（ほしの ひでひこ，Hidehiko Hoshino，簡稱Hide，1966年6月16日－）：吉他手、鍵盤手、和聲、作曲，生於群馬縣藤岡市。
- 樋口豊（ひぐち ゆたか，Yutaka Higuchi，1967年1月24日－）：貝斯手，生於群馬縣藤岡市。
- 樋口隆（ヤガミトール， Yagami Toll，1962年8月19日－）：鼓手，群馬縣高崎市出生。

## 外部連結
- ||| BUCK-TICK ||| （页面存档备份，存于） - 公式ウェブサイト
- BUCK-TICK OFFICIAL的X（前Twitter）
- BUCK-TICK Debut 30th Project （页面存档备份，存于） - 30周年特設サイト
- BUCK-TICK Debut 25th Anniversary （页面存档备份，存于） - 25周年特設サイト
- BUCK-TICK （页面存档备份，存于） - 徳間ジャパンコミュニケーションズによる公式ページ
- BUCK-TICK （页面存档备份，存于） - ソニー・ミュージックエンタテインメントによる公式ページ
- BUCK-TICK （页面存档备份，存于） - ビクターエンタテインメントによる公式ページ